# Yossi Atia

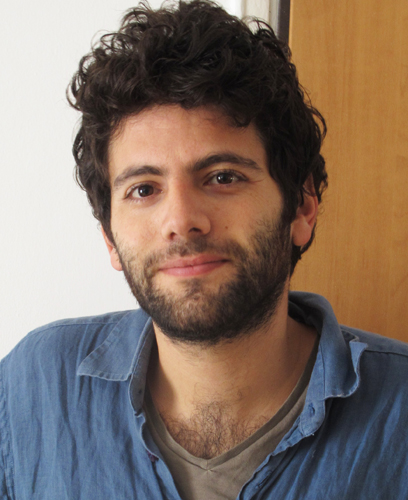
Yossi Atia

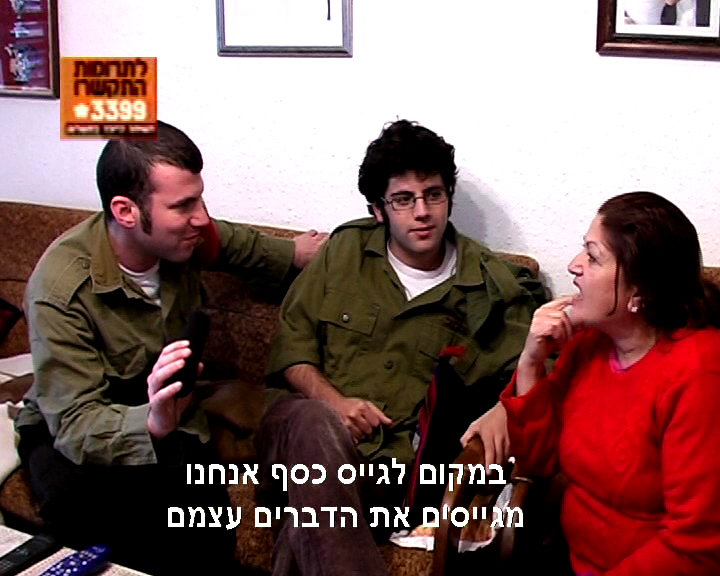
Yossi Atia und Itamar Rose bei Dreharbeiten für den Film, 2006

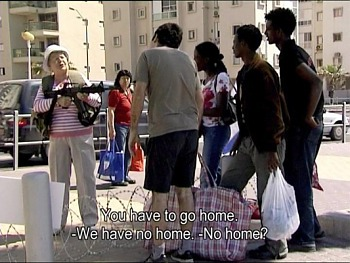
Yossi Atia und Itamar Rose bei Dreharbeiten für den Film Darfur, 2008

Yossi Atia (hebräisch יוסי עטיה, * 6. Oktober 1979 in Jerusalem) ist ein israelischer Künstler der vor allem als Filmregisseur, Videokünstler und Schauspieler tätig ist.

## Leben
Yossi Atia wurde in einer Familie sephardischer Juden geboren und ist in Jerusalem aufgewachsen. Er studierte Regie und Produktion an der Sam Spiegel Film- und Fernsehschule in Jerusalem (2004). Dann studierte er an der Universität Tel Aviv, schloss 2007 mit dem BA in Literatur ab. Atia studierte für seinen M.A. in Regie und Produktion an der Filmabteilung der Universität Tel Aviv (2010). Absolvent des Ruth Dytches Workshops, Schauspiel für Fernsehen und Film (2010).
Zwischen 2005 und 2010 hat Atia zusammen mit Itamar Rose zwanzig Kurzfilme produziert und gespielt. Diese waren satirische Kurzfilme zu kontroversiellen sozialen und politischen Themen.
Ihre Filme zielten darauf ab, dass die Menschen einen neuen Blick auf ihre Realität und auf beunruhigende Themen werfen. Dabei thematisierten sie Tabus zu Themen wie Homosexualität, Trauer, Raps, Besetzung, Selbstmordanschläge und den Krieg im Libanon.
Ihre Filme wurden zunächst in Cafés, Bars, Clubs und Galerien vorgeführt. Seitdem wurden die Filme in vielen Museen und auf Filmfestivals gezeigt, darunter Zentrum Pompidou, Paris; Tate Gallery, London; Rotterdam Film Festival; The Israeli Center for Digital Art, Holon; Herzliya Museum of Contemporary Art.
Im Jahr 2010 machte er in Tel Aviv eine Urban Comical Performance mit dem Titel "From a Fling to a Relationship".
Im August 2012 leitete Atia eine Führung mit dem Titel "Vom Trauma zur Fantasie", die im Rahmen der Kultursaison in Jerusalem viermal stattfand. Die Tour fand in Jerusalems Jaffa Road in die Fußstapfen der Palästinensische Selbstmordanschläge, die sich in den Jahren 2000–2005 in dem Gebiet ereignet haben. Die Tour wurde für den Film "In Jerusalemgeboren" aufgezeichnet.
2015 gewann er den Jerusalem Pitch Point Preis für seinen Debütfilm vom Lia van Leer Fonds.
Zuletzt veröffentlichte Atia den Spielfilm "Born in Jerusalem and still alive", der bei zahlreichen Filmfestivals lief und auf große Aufmerksamkeit stieß.
Atia lebt und arbeitet in Tel Aviv.

## Ausgewählte Werke
- Kids in war 2006 – Gefilmt während des Libanonkriegs 2006. Atia und Rose besuchten die Küste als Kinder verkleidet und baten verschiedene Personen, ihre Eltern zu spielen. Die "Kinder" stellten ihnen dann unverblümte und ergreifende Fragen über Gründe und Rechtfertigungen des Krieges.
- Sherutrom – 2006 – Das Sherutrom ist der jährliche Spendenmarathon für die IDF. Der Film versucht zu zeigen, wie die IDF, die den größten Anteil an der Finanzierung der israelischen Volkswirtschaft erhalten, bei den Bürgern um Almosen betteln.
- Missiles on Tel Aviv – Im Libanonkrieg 2006 feuerte die Hisbollah Raketen auf das Zentrum und den Norden Israels ab. Atia und Rose drehten eine Nachricht, als ob eine Rakete in Tel Aviv eingeschlagen wäre. Ihre Absicht war es, die Situation zu filmen, bevor sie eintritt.
- The Memorial Day – Atia und Rose boten den Bürgerinnen und Bürgern auf der Straße die Möglichkeit an, sich auf einem Video zu verewigen, das im Falle ihres Todes bei einem Terroranschlag gesendet werden würde.
- Darfur – 2008 – Rose und Atia bauen am Strand von Bat Yam einen Stacheldrahtzaun und machen Rollenspiele mit Passanten. Einige sind als sudanesische Flüchtlinge verkleidet, die versuchen, die Grenze zu überqueren, während die anderen die israelischen Grenzsoldaten spielen.
- Puddle – 2010 – Kurzfilm (10 min.) Regie Yossi Atia. Ein junger Mann erhält auf einer Purim-Feier einen Anruf, der seinen Abend ruinieren wird.
- Born in Jerusalem and still alive – 2019 – Schwarze Komödie, die den Weg von Ronen Matalon verfolgt, der seine Angst vor Terroranschlägen zu überwinden versucht, indem er schreibt und eine Tour zu den Schauplätzen von Terroranschlägen in der Jerusalemer Jaffa-Straße leitet.
- The Jewish-Arab State – Im Jahr 2020 würde die Mehrheit der Bürger Israels arabisch sein. Atia und Rose gingen nach Tayibe und versuchten, mit ihren arabischen Brüdern eine Vision des vereinigten jüdisch-arabischen Staates zu inszenieren.